# Józef Chierowski
Józef Marian Chierowski (ur. 21 lipca 1927 we Lwowie, zm. 2007) – artysta plastyk, projektant wnętrz i mebli oraz pianin dla Wytwórni Instrumentów Muzycznych w Kaliszu i Legnicy.
Studiował w latach 1947–1951, a w 1952 r. uzyskał dyplom na Wydziale Architektury Wnętrz PWSSP we Wrocławiu (dyplom nr 1/52). Później związał się z tym wydziałem, zostając w 1976 r. kierownikiem Katedry Wzornictwa. Prowadził tam również jedną z pracowni dyplomujących. Funkcję kierownika katedry sprawował do końca 1980 r., po czym powrócił do Katedry Architektury Wnętrz i zaczął wraz z Piotrem Karpińskim prowadzić Pracownię Projektowania Mebla. Poza wymienionymi pracowniami prowadził na ASP zajęcia z projektowania sprzętu i detalu.
Był związany ze Świebodzicką Fabryką Mebli w Świebodzicach. Pod koniec lat 50. XX wieku zaprojektował fotel typ 366, masowo produkowany w okresie PRL-u. Ponadto działając między innymi we wrocławskim Miastoprojekcie, zaprojektował wnętrza Wojewódzkiej Biblioteki Publicznej we Wrocławiu i w Kaliszu, wnętrza ZETO we Wrocławiu (zespołowo), wnętrza Kliniki Chirurgii Urazowej Akademii Medycznej we Wrocławiu, wnętrza Dolnośląskiego Centrum Diagnostyki Medycznej „Dolmed” (1977, projekt zespołowy) oraz liczne meble, za które uzyskał m.in. nagrodę Rady Wzornictwa (1960) oraz nagrodę Miastoprojektu (1974).

## Fotel typ 366

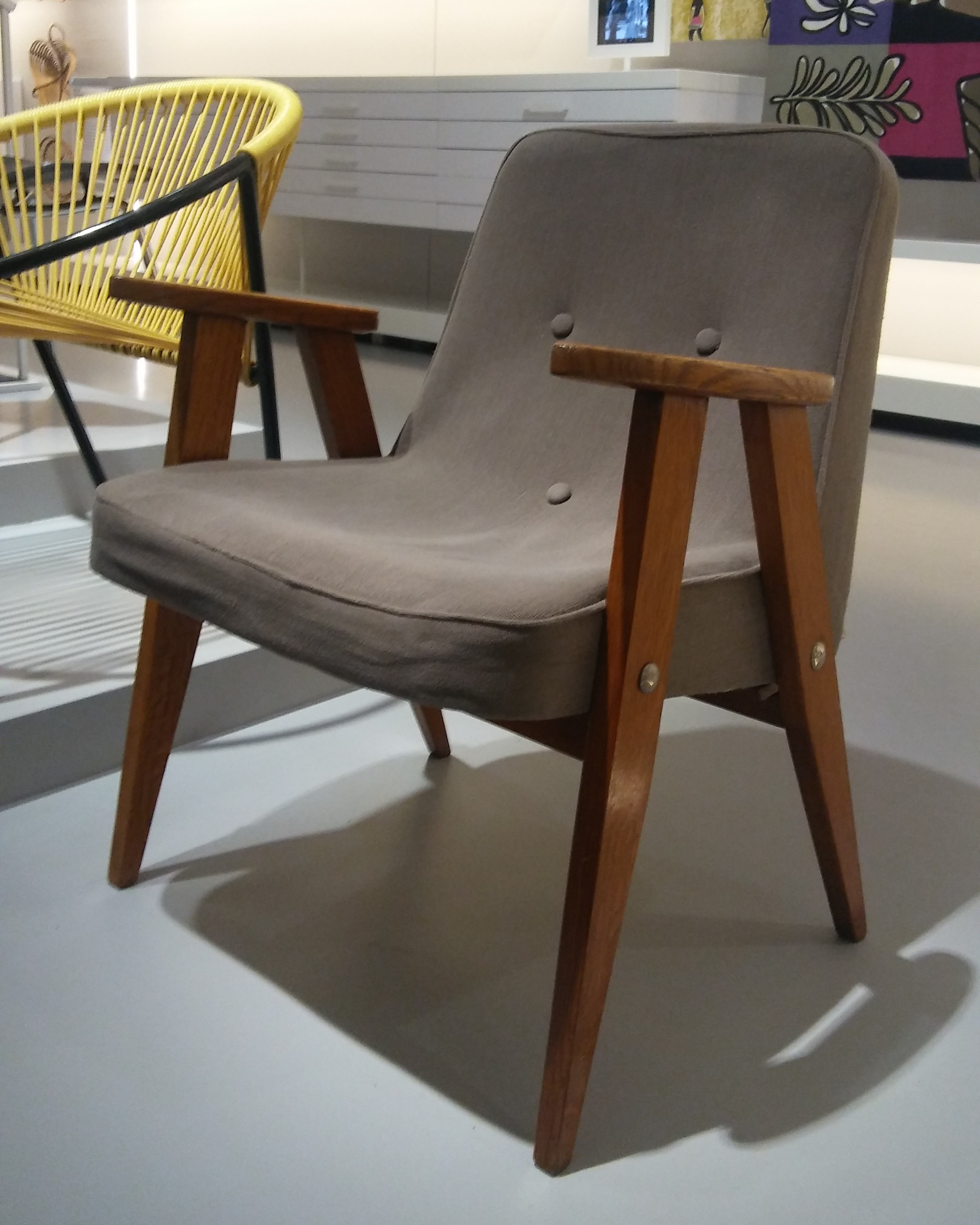
Fotel 366 z 1962 roku, Muzeum Narodowe w Warszawie

Model „366” jest jednym z najbardziej znanych produktów zaprojektowanych przez Józefa Chierowskiego. Według Anny Magi, kustosza kolekcji w Muzeum Narodowym w Warszawie wzór powstał z potrzeby uruchomienia w dotkniętym pożarem zakładzie w Świebodzicach produkcji taniego, prostego w montażu fotela. 
„366” był jednym z pierwszych foteli w Polsce produkowanych z wykorzystaniem wypełnienia w postaci syntetycznego tworzywa silikonowego na pasach tapicerskich. Powstała również wersja na ramie z rur stalowych. Data powstania projektu nie jest dokładnie znana. Model prezentowano na III Targach Krajowych w Poznaniu w 1959 roku. 
Design modelu okazał się sukcesem. Do roku 1967 wyprodukowano około 500 000 egzemplarzy. Stanowił element zestawów meblowych eksportowanych za granicę. Meblowano nim prywatne mieszkania, placówki dyplomatyczne i miejsca publiczne.